# Julio de España
Julio Francisco de España Moya, né à Alicante le 2 février 1947, est un médecin et homme politique de la Communauté valencienne.

## Biographie
Arrière-arrière-petit-fils d'un maire d'Alicante, il est diplômé en médecine et chirurgie de l'Université de Valence, spécialisé en médecine interne et gastro-entérologie. Il travaille en tant que médecin spécialiste adjoint à l'hôpital d'Alicante et est président du Syndicat libre de médecins.
Militant du Parti populaire de la Communauté valencienne à partir de 1990, il est conseiller municipal d'Alicante entre 1991 et 2003, député à la députation provinciale d'Alicante, qu'il préside entre 1995 et 2003. Il est également élu député pour la province d'Alicante aux élections générales de 1993 mais il démissionne peu de temps après et est remplacé par Francisco Vicente Murcia Barceló. À la suite des élections autonomiques de 1993, il est élu député aux Corts valenciennes, qu'il préside jusqu'en 2007. Il est également désigné sénateur de la Communauté autonome en 2007-2008.